# جلال الدين السيوطي
جلال الدين عبد الرحمن بن أبي بكر بن محمد ابن سابق الدين بكر بن عثمان بن محمد بن خضر بن أيوب بن محمد ابن الشيخ همام الدين الخضيري ‌السُّيُوطي، المشهور باسم جلال الدين ‌السُّيُوطي، وُلِدَ بعد المغرب ليلة الأحد مستهل رجب (القاهرة 849 هـ/1445م - القاهرة 911 هـ/1505م) إمام حافظ، ومفسر، ومؤرخ، وأديب، وفقيه شافعي. له نحو 600 مصنف. نشأ في القاهرة يتيمًا؛ إذ مات والده وعمره خمس سنوات، ولما بلغ أربعين سنة اعتزل الناس، وخلا بنفسه في روضة المقياس على النيل، منزويًا عن أصحابه جميعًا، كأنه لا يعرف أحدًا منهم، فألف أكثر كتبه. وكان الأغنياء والأمراء يزورونه ويعرضون عليه الأموال والهدايا فيردها. وطلبه السلطان مرارًا فلم يحضر إليه، وأرسل إليه هدايا فردَّها، وبقي على ذلك إلى أن توفي. وكان يُلقب بـ«ابن الكتب»؛ لأن أباه طلب من أمه أن تأتيه بكتاب، ففاجأها المخاض، فولدته وهي بين الكتب.

## نشأته

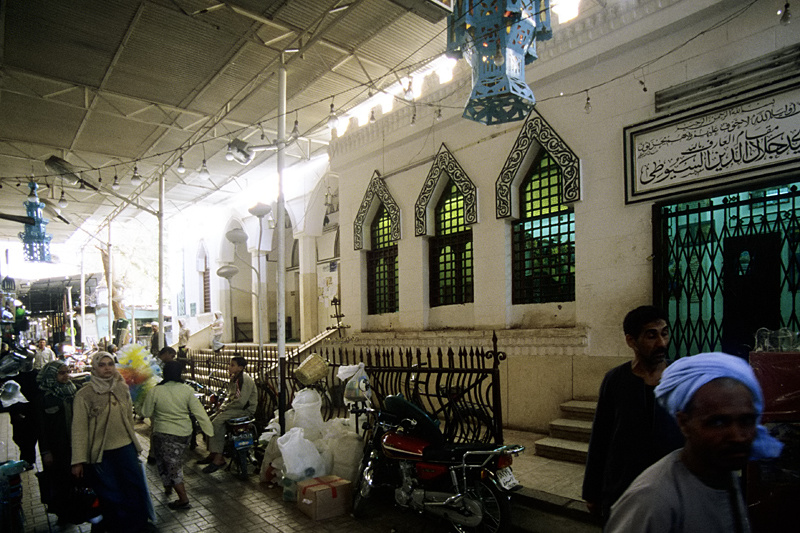
مقام ‌السُّيُوطي بأسيوط

ينتمي جلال الدين ‌السُّيُوطي إلى أسرة تعود جذورها إلى شيخ من أهل الحقيقة والتصوف اسمه همام الدين الخضيري، نسبة إلى محلة الخضيرية في بغداد، بينما هو ذكر أنه أنصاري جعفري الأرومة وإن جده من أم شريفة النسب. ولد مساء يوم الأحد غرة شهر رجب من سنة 849ه، الموافق سبتمبر من عام 1445م، في القاهرة، من أم عربية ، رحل أبوه من أسيوط لدراسة العلم واسمه عبد الرحمن بن أبي بكر بن محمد الخضيري الأسيوطي، وكان سليل أسرة اشتهرت بالعلم والتدين، وكان أبوه من العلماء الصالحين ذوي المكانة العلمية الرفيعة التي جعلت بعض أبناء العلماء والوجهاء يتلقون العلم على يديه.
وقد توفي والد ‌السُّيُوطي ولابنه من العمر ست سنوات، فنشأ الطفل يتيمًا، وأتجه إلى حفظ القرآن، فأتم حفظه وهو دون الثامنة، ثم حفظ بعض الكتب في تلك السن المبكرة مثل العمدة، ومنهاج الفقه والأصول، وألفية ابن مالك، فاتسعت مداركه وزادت معارفه. وكان ‌السُّيُوطي محل العناية والرعاية من عدد من العلماء من رفاق أبيه، وتولى بعضهم أمر الوصاية عليه، ومنهم الكمال بن الهمام الحنفي أحد كبار فقهاء عصره، وتأثر به الفتى تأثرًا كبيرًا خاصة في ابتعاده عن السلاطين وأرباب الدولة.
وقام برحلات علمية عديدة شملت بلاد الحجاز والشام واليمن والهند والمغرب الإسلامي. ثم دَّرس الحديث بالمدرسة الشيخونية. ثم تجرد للعبادة والتأليف عندما بلغ سن الأربعين.

### أسرته
تزوج امرأة اسمها غصون، توفيت في حياته، وله ابن اسمه محمد ولقبه ضياء الدين، وله بنت.
قال ‌السُّيُوطي في كتابه شرح عقود الجمان في أمثلة التورية "وقلتُ في ذلك أرثي غصون أم أولادي رحمها الله تعالى":
قال محمد آل رحاب في مقاله (هل تزوج الإمام ‌السُّيُوطي؟ وهل ولد له؟) "والذي يظهر أنه ابتُلِي رحمه الله بموت جميع أبنائه في حياته، ولم يُعقِّبْ، ولذا صنف عدة تصانيف في ثواب موت الأولاد، والحث على الصبر على تلك المصيبة والاحتساب".

## أحداث زمانه
سقطت الخلافة العباسية في بغداد عام 656 هـ، الموافق عام 1258م في أيدي المغول وتحطم معها كل شيء بدءًا من النظام السياسي الذي سقط، والخليفة الذي قُتل هو والعلماء والرعية –إلا القليل- وانتهاءً بالمكتبة العربية الضخمة التي أُلقيت في نهر دجلة.
وفي أقصى الغرب زالت دولة الإسلام بالأندلس بعد سقوط غرناطة عام 897 هـ، الموافق عام 1492م، ثم جاءت معها محاكم التفتيش لتقضي على البقية الباقية من المسلمين هناك، ويحرق رهبان هذه المحاكم مكتبة الإسلام العامرة هناك، وبدا المشهد وكأن المغول والمسيحيين يطوون سجادة الإسلام من خريطة العالم، غير أن هذه الهزة السياسية العنيفة واكبها صعود ثقافي وعلمي للمسلمين حيث ظهر عصر الموسوعات الضخمة في العلوم والفنون والآداب، والذي استمر أكثر من قرن ونصف.
ومن أصحاب هذه الموسوعات الضخمة
- ابن منظور المتوفى 711 هـ، 1311م، صاحب كتاب لسان العرب
- والنويري المتوفى 732 هـ، 1331م، صاحب نهاية الأرب،
- وابن فضل الله العمري المتوفى 748 هـ، 1347م، صاحب مسالك الأبصار،
- والقلقشندي المتوفى 821 هـ، 1418م، صاحب صبح الأعشى.

## شيوخه
عاش ‌السُّيُوطي في عصر كثر فيه العلماء الأعلام الذين نبغوا في علوم الدين على تعدد ميادينها، وتوفروا على علوم اللغة بمختلف فروعها، وأسهموا في ميدان الإبداع الأدبي، فتأثر ‌السُّيُوطي بهذه النخبة الممتازة من كبار العلماء، فابتدأ في طلب العلم سنة 864 هـ، 1459م، ودرس الفقه والنحو والفرائض، ولم يمض عامان حتى أجيز بتدريس اللغة العربية، وألف في تلك السنة أول كتبه وهو في سن السابعة عشرة، فألف «شرح الاستعاذة والبسملة» فأثنى عليه شيخه «علم الدين البلقيني». وكان منهج ‌السُّيُوطي في الجلوس إلى المشايخ هو أنه يختار شيخًا واحدًا يجلس إليه، فإذا ما توفي انتقل إلى غيره، وكان عمدة شيوخه «محيي الدين الكافيجي» الذي لازمه ‌السُّيُوطي أربعة عشر عامًا كاملة وأخذ منه أغلب علمه، وأطلق عليه لقب «أستاذ الوجود»، ومن شيوخه «شرف الدين المناوي» وأخذ عنه القرآن والفقه، و«تقي الدين الشبلي» وأخذ عنه الحديث أربع سنين فلما مات لزم «الكافيجي» أربعة عشر عامًا وأخذ عنه التفسير والأصول والعربية والمعاني، وأخذ العلم أيضًا عن شيخ الحنفية «الأقصرائي» و«العز الحنبلي»، و«المرزباني» «وجلال الدين المحلي» و«تقي الدين الشمني» وغيرهم كثير، حيث أخذ علم الحديث فقط عن (150) شيخًا من النابهين في هذا العلم.
ولم يقتصر تلقي ‌السُّيُوطي على الشيوخ من العلماء الرجال، بل كان له شيوخ من النساء اللاتي بلغن الغاية في العلم، منهن «آسية بنت جار الله بن صالح»، و«كمالية بنت محمد الهاشمية» و«أم هانئ بنت أبي الحسن الهرويني»، و«أم الفضل بنت محمد المقدسي» وغيرهن كثير.

## رحلاته
كانت الرحلات وما تزال طريقًا للتعلم، إلا أنها كانت فيما مضى من ألزم الطرق للعالم الذي يريد أن يتبحر في علمه. وكان ‌السُّيُوطي ممن سافر في رحلات علمية ليلتقي بكبار العلماء. فسافر إلى عدد من الأقاليم في مصر كالفيوم ودمياط والمحلة وغيرها. وسافر إلى بلاد الشام واليمن والهند والمغرب وتشاد ورحل إلى الحجاز وجاور بها سنة كاملة. وشرب من ماء زمزم، ليصل في الفقه إلى رتبة سراج الدين البلقيني. وفي الحديث ليصل إلى رتبة الحافظ ابن حجر العسقلاني.
لما اكتملت أدوات ‌السُّيُوطي جلس للإفتاء عام 871 هـ/1466 . وأملى الحديث في العام التالي. وكان واسع العلم غزير المعرفة، يقول عن نفسه: «رُزقت التبحر في سبعة علوم: التفسير والحديث والفقه والنحو والمعاني والبيان والبديع»، بالإضافة إلى أصول الفقه والجدل. والقراءات التي تعلمها بنفسه، والطب، غير أنه لم يقترب من علمي الحساب والمنطق. ويقول: «وقد كملت عندي الآن آلات الاجتهاد بحمد الله، أقول ذلك تحدثًا بنعمة الله لا فخرًا، وأي شيء في الدنيا حتى يطلب تحصيلها في الفخر؟!».
وكانت الحلقات العلمية التي يعقدها ‌السُّيُوطي يقبل عليها الطلاب، فقد عُيّن في أول الأمر مدرسًا للفقه بالشيخونية، وهي المدرسة التي كان يلقي فيها أبوه دروسه من قبل، ثم جلس لإملاء الحديث والإفتاء بجامع ابن طولون، ثم تولى مشيخة الخانقاه البيبرسية التي كانت تمتلئ برجال الصوفية. نشب خلاف بين ‌السُّيُوطي والمتصوفة، وكاد هؤلاء المتصوفة أن يقتلوه، حينئذ قرر أن يترك الخانقاه البيبرسية، ويعتزل الناس ومجتمعاتهم ويتفرغ للتأليف والعبادة.

## اعتزاله
قضى ‌السُّيُوطي فترة غير قصيرة في خصومات مع عدد من علماء عصره، كان ميدانها الحملات الشرسة في النقد اللاذع في الترجمة المتبادلة، ومن خصومه: البرهان الكركي، وأحمد بن محمد القسطلاني، والشمس الجوجري، غير أن أشد خصوماته وأعنفها كانت مع شمس الدين السخاوي، الذي أتهم ‌السُّيُوطي بسرقة بعض مؤلفاته، واغتصاب الكتب القديمة التي لا عهد للناس بها ونسبتها إلى نفسه.
لم يقف ‌السُّيُوطي مكتوف الأيدي في هذه الحملات، بل دافع عن نفسه بحماسة بالغة وكان من عادته أن يدعم موقفه وقراره بوثيقة ذات طابع أدبي، فألف رسالة في الرد على السخاوي، اسمها «مقامة الكاوي في الرد على السخاوي» نسب إليه فيها تزوير التاريخ، وأكل لحوم العلماء والقضاة ومشايخ الإسلام.
وكان لهذه العلاقة المضطربة بينه وبين بعض علماء عصره، وما تعرض له من اعتداء في الخانقاه البيبرسية أثر في اعتزال الإفتاء والتدريس والحياة العامة ولزوم بيته في روضة المقياس على النيل، وهو في الأربعين من عمره، وألف بمناسبة اعتزاله رسالة أسماها المقامة اللؤلؤية، ورسالة «التنفيس في الاعتذار عن ترك الإفتاء والتدريس».
تنبه بعض خصوم ‌السُّيُوطي إلى خطئهم فيما صوبوه إلى هذا العالم الجليل من سهام في النقد والتجريح وخصومات ظالمة، فأعلنوا عن خطئهم، وفي مقدمتهم الشيخ القسطلاني الذي أراد أن يسترضي هذا العالم الجليل الذي لزم بيته وعزف عن لقاء الناس، فتوجه إليه حافيًا معتذرًا، غير أن هذا الأمر لم يجعل ‌السُّيُوطي يقطع عزلته ويعود إلى الناس، ولكنه استمر في تفرغه للعبادة والتأليف.

### اعتزال السلاطين
عاصر ‌السُّيُوطي (13) سلطانًا مملوكيًا، وكانت علاقته بهم متحفظة، وطابعها العام المقاطعة وإن كان ثمة لقاء بينه وبينهم، وضع نفسه في مكانته التي يستحقها، وسلك معهم سلوك العلماء الأتقياء، فإذا لم يقع سلوكه منهم موقع الرضا قاطعهم وتجاهلهم، فقد ذهب يومًا للقاء السلطان الأشرف قايتباي وعلى رأسه الطيلسان [عمامة طويلة] فعاتبه البعض، فأنشأ رسالة في تبرير سلوكه أطلق عليها «الأحاديث الحسان في فضل الطيلسان».
وفي سلطنة طومان باي الأول حاول هذا السلطان الفتك ب‌السُّيُوطي، لكن هذا العالم هجر بيته في جزيرة الروضة واختفى فترة حتى عُزل هذا السلطان.
كان بعض الأمراء يأتون لزيارته، ويقدمون له الأموال والهدايا النفيسة، فيردها ولا يقبل من أحد شيئا، ورفض مرات عديدة دعوة السلطان لمقابلته، وألف في ذلك كتابًا أسماه «ما وراء الأساطين في عدم التردد على السلاطين».

## ريادته

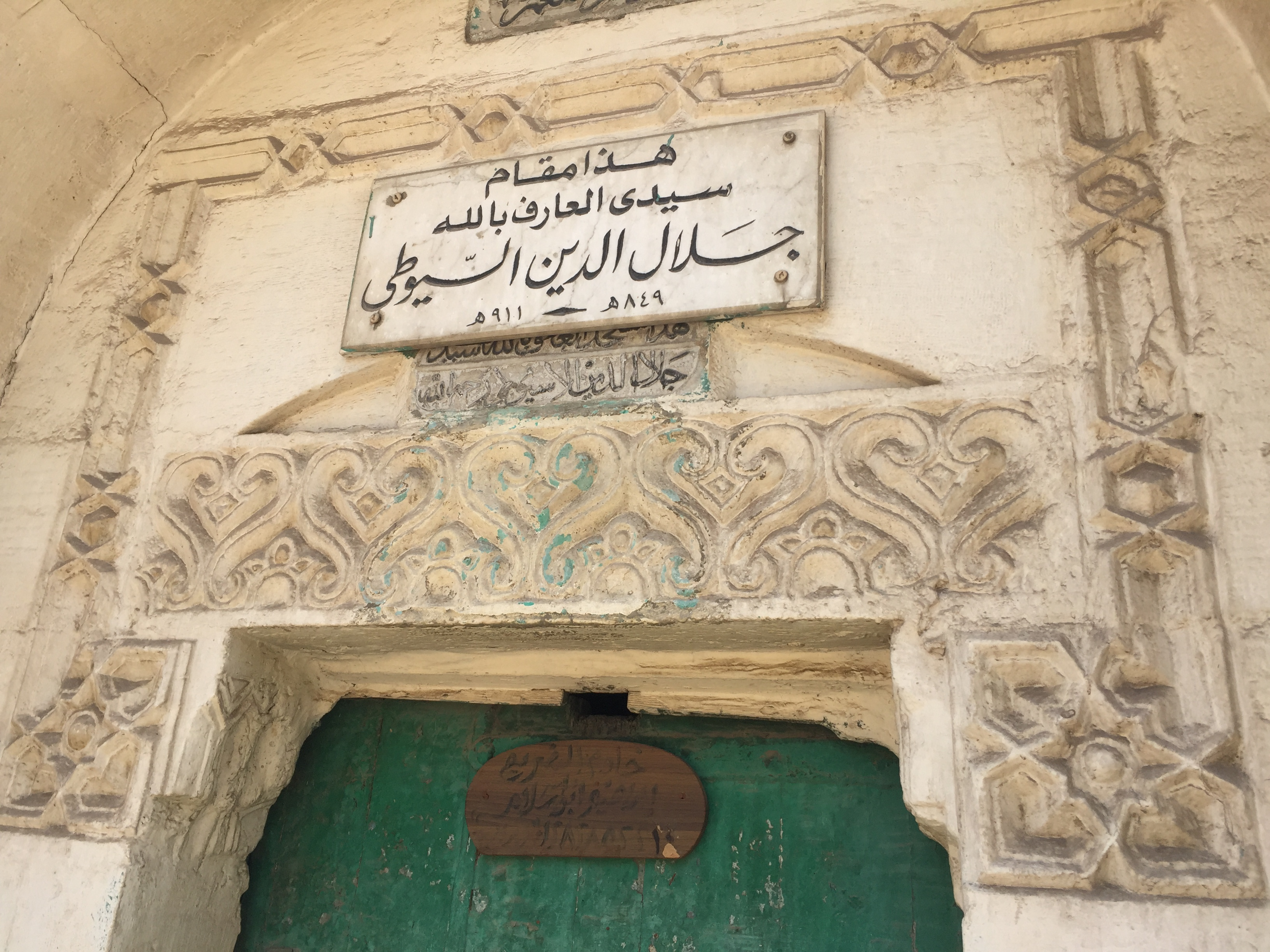
قبر جلال الدين ‌السُّيُوطي، القاهرة، مصر

كان ‌السُّيُوطي من أبرز معالم الحركة العلمية والدينية والأدبية في النصف الثاني من القرن التاسع الهجري، حيث ملأ نشاطه العلمي في التأليف مختلف الفروع في ذلك الزمان من تفسير وحديث وفقه وتاريخ وطبقات ونحو ولغة وأدب وغيرها، فقد كان موسوعي الثقافة والاطلاع.
أعانه على كثرة تأليفه انقطاعه التام للعمل وهو في سن الأربعين حتى وفاته، وثراء مكتبته وغزارة علمه وكثرة شيوخه ورحلاته، وسرعة كتابته، فقد اتسع عمره التأليفي (45) سنة، حيث بدأ التأليف وهو في السابعة عشرة من عمره، وانقطع له (22) عامًا متواصلة، ولو وُزع عمره على الأوراق التي كتبها لأصاب اليوم الواحد (40) ورقة، على أن القسم الأكبر من تأليفه كان جمعًا وتلخيصًا وتذييلا على مؤلفات غيره، أما نصيبه من الإبداع الذاتي فجِدّ قليل.
تمنى ‌السُّيُوطي أن يكون إمام المائة التاسعة من الهجرة لعلمه الغزير، فيقول: «إني ترجيت من نعم الله وفضله أن أكون المبعوث على هذه المائة، لانفرادي عليها بالتبحر في أنواع العلوم». زادت مؤلفات ‌السُّيُوطي على الثلاثمائة كتاب ورسالة، عدّ له بروكلمان (415) مؤلفا، وأحصى له «حاجي خليفة» في كتابه «كشف الظنون» حوالي (576) مؤلفا، ووصل بها البعض كابن إياس إلى (600) مؤلف.
من مؤلفاته في علوم القرآن والتفسير: «الإتقان في علوم التفسير»، و«متشابه القرآن»، و«الإكليل في استنباط التنزيل»، و«مفاتح الغيب في التفسير»، و«طبقات المفسرين»، و«الألفية في القراءات العشر».
أما الحديث وعلومه، فكان ‌السُّيُوطي يحفظ مائتي ألف حديث كما روى عن نفسه، وكان مغرما بجمع الحديث واستقصائه لذلك ألف عشرات الكتب في هذا المجال، يشتمل الواحد منها على بضعة أجزاء، وفي أحيان أخرى لا يزيد عن بضع صفحات.. ومن كتبه: «إسعاف المبطأ في رجال الموطأ»، و«تنوير الحوالك في شرح موطأ الإمام مالك»، و«جمع الجوامع»، و«الدرر المنتثرة في الأحاديث المشتهرة»، و«المنتقى من شعب الإيمان للبيهقي»، و«أسماء المدلسين»، و«آداب الفتيا»، و«طبقات الحفاظ».
في الفقه ألف «الأشباه والنظائر في فقه الإمام الشافعي»، و«الحاوي في الفتاوي»، و«الجامع في الفرائض» و«تشنيف الأسماع بمسائل الإجماع» وفي اللغة وعلومها كان له فيها أكثر من مائة كتاب ورسالة منها: «المزهر في اللغة»، و«الأشباه والنظائر في اللغة»، و«الاقتراح في النحو»، و«التوشيح على التوضيح»، و«المهذب فيما ورد في القرآن من المعرب»، و«البهجة المرضية في شرح ألفية ابن مالك».
وفي ميدان البديع كان له: «عقود الجمان في علم المعاني والبيان»، و«الجمع والتفريق في شرح النظم البديع»، و«فتح الجليل للعبد الذليل».
في التاريخ والطبقات ألف أكثر من (55) كتابًا ورسالة يأتي في مقدمتها: «حسن المحاضرة في أخبار مصر والقاهرة»، و«تاريخ الخلفاء»، و«الشماريخ في علم التاريخ»، و«تاريخ الملك الأشرف قايتباي»، و«عين الإصابة في معرفة الصحابة»، و«بغية الوعاة في طبقات النحاة»، و«نظم العقيان في أعيان الأعيان»، و«در السحابة فيمن دخل مصر من الصحابة»، و«طبقات الأصوليين».
ومن مؤلفاته الأخرى الطريفة: «منهل اللطايف في الكنافة والقطايف»، و«الرحمة في الطب والحكمة»، و«الفارق بين المؤلف والسارق»، و«الفتاش على القشاش»، و«الرد على من أخلد إلى الأرض وجهل أن الاجتهاد في كل عصر فرض». شاءت إرادة الله أن تحتفظ المكتبة العربية والإسلامية بأغلب تراث الإمام ‌السُّيُوطي، وأن تطبع غالبية كتبه القيمة وينهل من علمه الكثيرون.

## تلاميذه
وتلاميذ ‌السُّيُوطي من الكثرة والنجابة بمكان، وأبرزهم «شمس الدين الداودي» صاحب كتاب «طبقات المفسرين»، و«شمس الدين بن طولون»، و«شمس الدين الشامي» محدث الديار المصرية، والمؤرخ الكبير «ابن إياس» صاحب كتاب «بدائع الزهور في وقائع الدهور»، وزين الدين الشماع.

## مؤلفاته
ألف جلال الدين ‌السُّيُوطي عددا كبيرا من الكتب والرسائل إذ يذكر ابن إياس في «تاريخ مصر» أن مصنفات ‌السُّيُوطي بلغت ست مائة مصنف. وقد ألف في طيف واسع من المواضيع تشمل التفسير والفقه والحديث والأصول والنحو والبلاغة والتاريخ والتصوف والأدب وغيرها. ومن هذه المصنفات:
- الإتقان في علوم القرآن
- مصباح الزجاجة على سنن ابن ماجة (شرح سنن ابن ماجه)
- رسائل الإمام الحافظ جلال الدين السيوطي في نجاة والدي النبي
- إسعاف المبطأ برجال الموطأ
- الآية الكبرى في شرح قصة الإسراء
- الأشباه والنظائر (في النحو)
- الأشباه والنظائر (في أصول الفقه وقواعده الكلية)
- الجامع الصغير من حديث البشير النذير
- الجامع الكبير
- الحاوي للفتاوى
- إحياء الميت بفضائل أهل البيت
- الحبائك في أخبار الملائك
- الدر المنثور في التفسير بالمأثور
- الدرر المنتثرة في الأحاديث المشتهرة
- الديباج على صحيح مسلم بن الحجاج
- الروض الأنيق في فضل الصديق
- العرف الوردي في أخبار المهدي
- الغرر في فضائل عمر
- ألفية السيوطي
- الكاوي على تاريخ السخاوي (ألفه بسبب خصومته مع السخاوي)
- اللآلئ المصنوعة في الأحاديث الموضوعة
- المَدْرَج إلى المُدْرَج
- المزهر في علوم اللغة وأنواعها
- المهذب فيما وقع في القرآن من المعرب
- الإكليل في استنباط التنزيل
- أسباب ورود الحديث
- أسرار ترتيب القرآن
- أنموذج اللبيب في خصائص الحبيب
- إرشاد المهتدين إلى نصرة المجتهدين
- إعراب القرآن
- إلقام الحجر لمن زكى ساب أبي بكر وعمر
- تاريخ الخلفاء
- التحدث بنعمة الله
- تحذير الخواص من أكاذيب القصاص
- تحفة الأبرار بنكت الأذكار النووية
- تدريب الراوى في شرح تقريب النواوي
- تزيين الممالك بمناقب الإمام مالك
- تحذير أهل الآخرة من دار الدنيا الداثرة، بتحقيق سليمان الحرش
- تمهيد الفرش في الخصال الموجبة لظل العرش
- تنوير الحوالك شرح موطأ مالك
- تنبيه الغبي بتبرئة ابن عربي
- حسن المحاضرة في أخبار مصر والقاهرة
- در السحابة فيمن دخل مصر من الصحابة
- ذم المكس
- شرح السيوطي على سنن النسائي
- صفة صاحب الذوق السليم
- طبقات الحفاظ
- طبقات المفسرين
- عقود الجمان في علم المعاني والبيان
- عقود الزبرجد على مسند الإمام أحمد في إعراب الحديث
- البحر الذي زخر في شرح ألفية الأثر
- عين الإصابة في معرفة الصحابة
- كشف المغطي في شرح الموطأ
- لب اللباب في تحرير الأنساب
- لباب الحديث
- لباب النقول في أسباب النزول
- ما رواه الأساطين في عدم المجيء إلى السلاطين
- مشتهى العقول في منتهى النقول
- مطلع البدرين فيمن يؤتى أجره مرتين
- مفتاح الجنة في الاعتصام بالسنة
- مفحمات الأقران في مبهمات القرآن
- نظم العقيان في أعيان الأعيان
- همع الهوامع شرح جمع الجوامع
- صون المنطق والكلام عن فن المنطق والكلام
- التحدث بنعمة الله - ذكر فيه بعض علومه وترجمته.
- معجم مؤلفات السيوطي - وأسماه تارة: 'فهرست مؤلفاتي'.
- 'الفارق بين المصنف والسارق' - وهو أول كتاب فقهي حول الملكية الفكرية التي لم يتعرف عليها العالم إلا في عام 1886م، من خلال إتفاقية برن لحقوق المؤلف.
- طب النفوس.
- الثغور الباسمة في مناقب سيدتنا فاطمة.[10]

## أرجوزته
صنف الإمام ‌السُّيُوطي أرجوزة سماها «تحفة المهتدين بأخبار المجددين» بين فيها أسماء المجددين من القرن الأول إلى القرن التاسع الهجري، قال فيها:

## وفاته
توفي الإمام ‌السُّيُوطي في منزله بروضة المقياس على النيل في القاهرة، في 19 جُمادى الأولى سنة 911 هـ، الموافق 20 أكتوبر 1505 م، ودُفن خارج باب القَرافة بالقاهرة، ومنطقة مدفنه تُعرَف الآن بمقابر سيِّدي جلال نسبة إليه، وقبرُه معروف هناك.

## وصلات خارجية
- جلال الدين السيوطي على موقع الموسوعة البريطانية (الإنجليزية)
- كتاب تاريخ الخلفاء من المكتبة الوقفية
- أهم الأسماء الواردة في كتاب تاريخ الخلفاء حسب موقع فهرس.نت